# Майер, Серхио
Серхио Майер (исп. Sergio Mayer Breton) (21 мая 1966, Мехико, Мексика) — известный мексиканский актёр, продюсер и фотомодель. Рост — 175 см.

## Биография
Родился 21 мая 1966 года в Мехико. В мексиканском кинематографе дебютировал в 1993 году и с тех пор принял участие в 35 работах в кино и телесериалах в качестве актёра и продюсера. Телесериалы Женские секреты, Мачеха, Самая прекрасная дурнушка и Огонь в крови, Мы все к чему-то привязаны и Как говорится оказались популярными с участием актёра.

## Личная жизнь
Серхио Майер был женат трижды:
- - Первая супруга — Луиза Фернанда. Супруги развелись.
  - Вторая супруга — актриса Барбара Мори, супруга подарила Серхио сына (1998), однако брак постигла та же участь. Сын женился и в 2016 году он подарил своему отцу долгожданную внучку.
  - Третья супруга — актриса Исабелья Камиль, супруга подарила Серхио ребёнка. Влюблённая пара живёт дружно и счастливо.

## Фильмография

### В качестве актёра
1
Сердце, которое лжет (сериал, 2016)
Corazón que miente ... Joe
2
Идеальная диктатура (2014)
La dictadura perfecta ... El Presidente
3
Как прекрасна любовь! (сериал, 2012 – 2013)
Qué bonito amor ... Bruno
4
Постель (2012)
La Cama ... El joven
5
Бездна страсти (сериал, 2012)
Abismo de pasión ... Paolo
6
Как говорится (сериал, 2011 – ...)
Como dice el dicho ... Edmundo
7
Пока деньги не разлучат нас (сериал, 2009 – 2010)
Hasta que el dinero nos separe ... Johnny Alpino 'El Catrín'
8
Мы все к чему-то привязаны (сериал, 2009 – 2012)
Adictos ... Ángel Benítez
9
Una Morra desmadrosa y dos malandrines (видео, 2008)
10
Удар в сердце (сериал, 2008 – ...)
Un gancho al corazón ... Fernando de la Rosa
11
Клянусь, что люблю тебя (сериал, 2008 – ...)
Juro que te amo ... Productor
12
В последний момент (сериал, 2007 – ...)
Tiempo final
13
Огонь в крови (сериал, 2007 – 2008)
Fuego en la sangre ... Román
14
La estampa del escorpión (видео, 2007)
... Doctor
15
Самая прекрасная дурнушка (сериал, 2006 – ...)
La fea más bella ... Luigi Lombardi
16
Соседи (сериал, 2005 – ...)
Vecinos ... Napoleón
17
Мачеха (сериал, 2005 – 2007)
La madrastra ... Carlos Sánchez
18
Голые (2004)
Desnudos ... Michel
19
Большой Брат VIP: Мексика (сериал, 2002 – 2005)
Big Brother VIP: México ... 2)
20
Женские секреты (сериал, 2001 – ...)
Lo Que Callamos Las Mujeres ... Luis
21
Как в кино (сериал, 2001)
Como en el cine ... Daniel
22
Я умираю из-за тебя (сериал, 1999)
Me muero por tí ... Rafael
23
Búsqueda implacable (1998)
... Julio + ассоциированный продюсер
24
Dónde quedó la bolita (1993)
... Sergio (в титрах: Garibaldi)

### В титрах не указан
25
Весёлая больница (сериал, 2004)
Hospital el paisa ... Sr. Mayer
26
Фантазии (2003)
Fantasías ... Invitado en Fiesta

### Камео
27
Сегодня ночью с Платанито (сериал, 2013 – ...)
Noches con Platanito ... гость
28
Тысяча смертей (сериал, 2008 – 2012)
1000 Ways to Die ... продюсер & Actor
29
Premios TV y novelas 2007 (ТВ, 2007)
30
Насмешка (сериал, 2002 – 2007)
La parodia
31
Сегодня (сериал, 1998 – ...)
Hoy
32
El gordo y la flaca (сериал, 1998 – 2011)
... гость/соведущий
33
Проснись, Америка! (сериал, 1997 – ...)
¡Despierta América!
34
Другая роль (сериал, 1995 – ...)
Otro rollo con: Adal Ramones

### В качестве продюсера
1
El edificio (2013)
... ассоциированный продюсер